# Saint-Amand-sur-Sèvre
Saint-Amand-sur-Sèvre är en kommun i departementet Deux-Sèvres i regionen Nouvelle-Aquitaine i västra Frankrike. Kommunen ligger i kantonen Mauléon som tillhör arrondissementet Bressuire. År 2022 hade Saint-Amand-sur-Sèvre 1 421 invånare.

## Befolkningsutveckling
Antalet invånare i kommunen Saint-Amand-sur-Sèvre
| Referens: INSEE |